# PF-03654746
PF-03654746 je potentan i selektivan antagonist histaminskog H3 receptor koji je razvila kompanija Pfizer i trenutno je u kliničkim ispitivanjima za tretman ADHD-a, Toretovog sindroma, kao i za potencijalne antialergijske primene.